# أوسكار بولك
أوسكار بولك (بالإنجليزية: Oscar Polk)‏ هو ممثل أمريكي، ولد في 25 ديسمبر 1899 بماريانا في الولايات المتحدة، وتوفي في 4 يناير 1949 بنيويورك في الولايات المتحدة بسبب حادث مرور.

## أعمال

### أفلام
- (1939) ذهب مع الريح[2][3]

## وصلات خارجية
- أوسكار بولك على موقع IMDb (الإنجليزية)
- أوسكار بولك على موقع ألو سيني (الفرنسية)
- أوسكار بولك على موقع أول موفي (الإنجليزية)
- أوسكار بولك على موقع قاعدة بيانات برودواي على الإنترنت (الإنجليزية)
- أوسكار بولك على موقع قاعدة بيانات الأفلام السويدية (السويدية)
- أوسكار بولك على موقع قاعدة بيانات الفيلم (الإنجليزية)
- أوسكار بولك على موقع كينوبويسك (الروسية)